# Andreas Brandolini
Andreas Brandolini (* 21. August 1951 in Taucha) ist ein deutscher Architekt und Designer.

## Leben

Eine von Brandolini entworfene Bushaltestelle in der Limmerstraße, Hannover

Nach seinem Architektur-Studium von 1973 bis 1979 an der Technischen Universität Berlin arbeitete Brandolini von 1979 bis 1981 als Designer und Architekt bei Produktentwicklung Roericht in Ulm. 1982 gründete er zusammen mit Joachim B. Stanitzek die Bellefast – Werkstatt für experimentelles Design in Berlin. Er war von 1981 bis 1989 Lehrbeauftragter für Design an der Hochschule der Künste Berlin und hatte 1984 eine Gastprofessur für Design an der Hochschule für Gestaltung Offenbach am Main inne. Brandolini war Mitbegründer des avantgardistischen „Neuen deutschen Designs“ der 1980er Jahre. Mit seinem „Deutschen Wohnzimmer“ auf der documenta 8 setzte er 1987 Maßstäbe. Von 1986 bis 1993 betrieb er sein eigenes Designstudio in Berlin. Ende der 1980er Jahre gründete Brandolini mit Jasper Morrison und Axel Kufus das Büro Utilism International, dessen Schwerpunkt Ausstellungsdesign und Stadtplanung war. Jasper Morrison und Brandolini schufen 1994 je eine Straßenbahn- sowie Bushaltestelle beim Kunstprojekt BUSSTOPS in Hannover.
Von 1989 bis 2017 lehrte Brandolini als Professor an der Hochschule der Bildenden Künste Saar (HBK Saar) in Saarbrücken im Studiengang Produktdesign mit dem Schwerpunkt Möbel- und Ausstattungsdesign. Von 1998 bis 2001 war er Prorektor der HBK Saar. Parallel dazu war er von 1996 bis 2003 Art-Director des Internationalen Zentrums für Glaskunst (Centre International d’Art Verrier, CIAV) in Meisenthal, Frankreich. Brandolini lebt und arbeitet in Petit-Réderching, Frankreich und Saarbrücken.

## Schriften
- Studienhefte Problemorientiertes Design #4: Kaufhaus des Ostens. adocs, Hamburg 2012, ISBN 978-3-943253-06-1
- Kamingespräche. Interviews und Monologe. Schmitz, Kassel 1994, ISBN 3-927795-16-X.
- Der Haken. Texte über Design. Schmitz, Kassel 1990, ISBN 978-3-927795-01-3 (3-927795-01-1).
- (als Herausgeber): Platz Machen. Merve, Berlin 1991, ISBN 978-3-88396-079-1.